# GDDR3

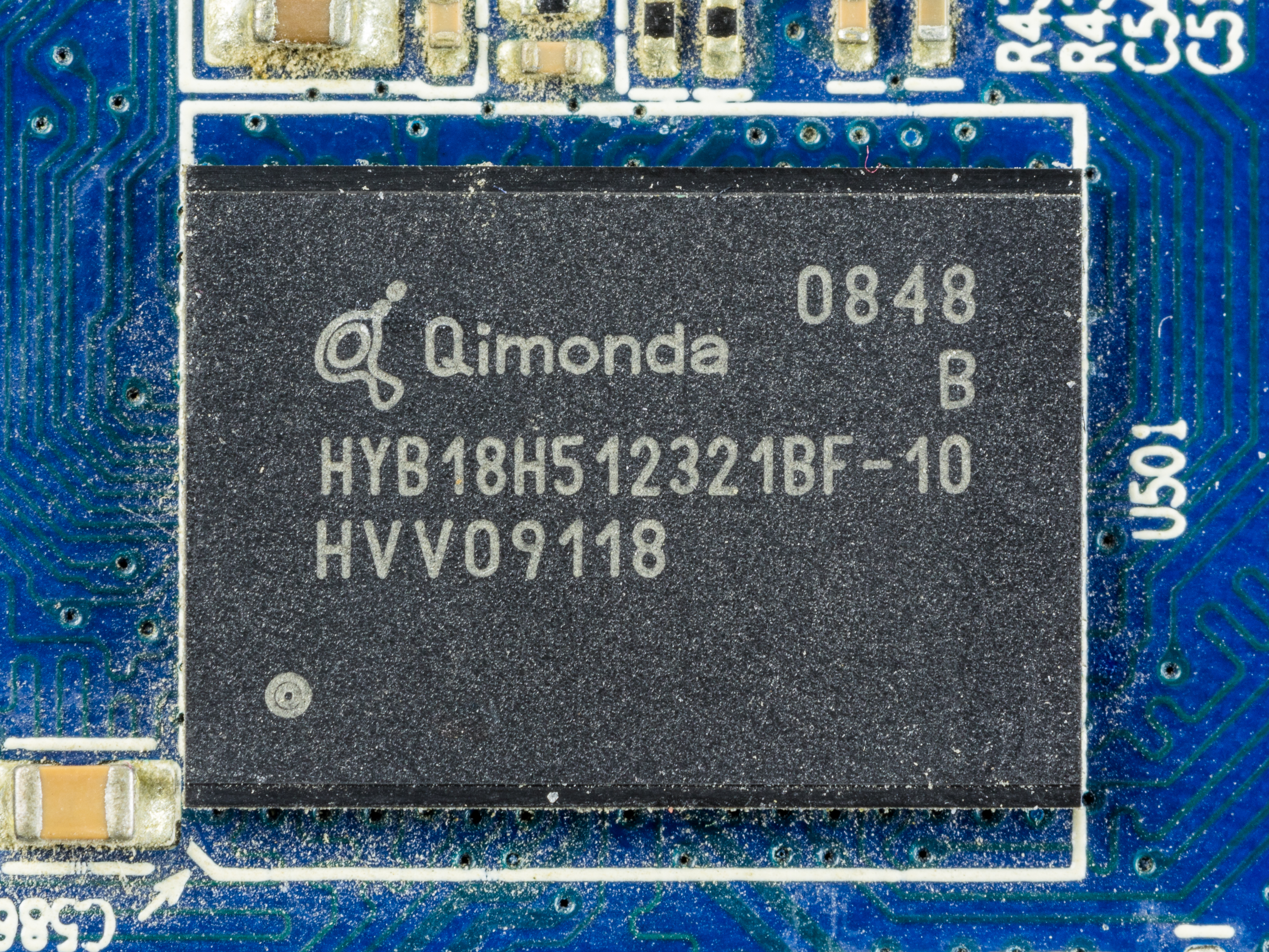
Układy GDDR3 na karcie AMD Radeon HD 4670

GDDR3 (Graphics Double Data Rate 3) – typ pamięci RAM przeznaczony dla kart graficznych, zastąpił pamięć GDDR2. Pomimo tego, że został zaprojektowany przez firmę ATI, pierwszą kartą korzystającą z tej technologii była karta Nvidia GeForce FX 5700 Ultra z 2004 roku, która zastąpiła używane do tego czasu układy GDDR2. GDDR3 ma możliwość resetowania sprzętowego, co pozwala na wyczyszczenie wszystkich danych z pamięci i ponowne uruchomienie. GDDR3 została wybrana przez firmę Sony na pamięć graficzną konsoli PlayStation 3. Pamięci GDDR3 zostały zastąpione przez pamięci GDDR4.